# Tim Whitehead
Tim Whitehead (Liverpool, 12 december 1950) is een Amerikaanse jazzsaxofonist en -fluitist. Volgens Ian Carr is hij een van de meest creatieve en gepassioneerde tenoren van het Europese circuit en een belangrijke componist voor kleine bands.

## Biografie
Whitehead speelde tijdens zijn schooltijd in een folkband. Daarna studeerde hij rechten, maar stopte in 1976 met de advocatuur om zich op muziek te concentreren. Samen met gitarist Glenn Cartledge leidde hij het prijzen winnende South of the Border Quartet. In 1977 was hij met Nucleus op tournee door Duitsland. Het daarop volgende jaar toerde hij met Graham Collier. In 1980 richtte hij zijn kwartet Borderline op en bleef daarna zijn eigen bands leiden. Sinds 1984 is hij ook een van de Loose Tubes waarmee hij de eerste drie albums heeft opgenomen. In de jaren 1990 speelde hij regelmatig met zijn band in Ronnie Scott’s Jazz Club, maar leidde ook zijn eigen clubs en gaf les. Zijn album Personal Standards (1999), waarin hij zich bezighield met klassiekers van soul en popmuziek, werd in BBC Music Magazine uitgeroepen tot «Jazz Album of the Year» en leidde tot een muziekeducatieproject aan het Trinity College of Music. Zijn zoon is de acteur Fionn Whitehead.

## Discografie
- 1991: Authentic (met Pete Jacobsen, Arnie Somogyi en Dave Barry)
- 1994: Silence Between Waves (met Pete Jacobsen, Arnie Somogyi en Dave Barry)
- 2000: Colin Riley/Tim Whitehead Tides
- 2005: Giovanni Mirabassi/Tim Whitehead Lucky Boys
- 2007: Too Young to Go Steady (met Liam Noble, Milo Fell en Oli Hayhurst)